# Campeonato Descentralizado 1992
El Campeonato Descentralizado 1992, fue la edición número 66 de la Primera División del Perú, la vigésimo séptima desde que se descentraliza en 1966 y la vigésimo séptima bajo la denominación de Campeonato Descentralizado.
El Campeonato Descentralizado del año 1992 fue el primer certamen realizado después del fin del sistema de los Campeonatos Regionales.

## Ascensos y descensos
Hubo 25 descensos en la temporada 1991: 22 equipos fueron derivados al Torneo Zonal 1992 (4 de ellos al Zonal II, correspondiente a la Segunda División de aquel año), y 3 descendieron a la Copa Perú 1993. A causa de la reestructuración de los campeonatos, este año no hubo ascenso directo a Primera División. En su lugar, se invitó a Ovación Sipesa a participar en la Liguilla Pre-Libertadores al ser campeón del Torneo Zonal; sin embargo, fue formalmente introducido al Descentralizado en la temporada 1993 junto a Unión Huaral.
| Posición | Descendidos a la Torneo Zonal 1992, Segunda División 1992 y Copa Perú 1993 |
| -------- | -------------------------------------------------------------------------- |
| 9° (ZM)  | Unión Huaral (Zonal II)                                                    |
| 10° (ZM) | Internazionale (Zonal II)                                                  |
| 11° (ZM) | Deportivo AELU (Zonal II)                                                  |
| 12° (ZM) | Octavio Espinosa (Zonal II)                                                |
| 4° (ZN)  | Deportivo Pacífico (Zonal I)                                               |
| 5° (ZN)  | Atlético Grau (Zonal I)                                                    |
| 6° (ZN)  | Atlético Torino (Zonal I)                                                  |
| 7° (ZN)  | Juan Aurich (Zonal I)                                                      |
| 8° (ZN)  | Deportivo Morba (Zonal I)                                                  |
| 9° (ZN)  | Deportivo Cañaña (Zonal I)                                                 |
| 10° (ZN) | Libertad (C. Perú)                                                         |
| 3° (ZC)  | Unión Huayllaspanca (Zonal III)                                            |
| 4° (ZC)  | ADT (Zonal III)                                                            |
| 5° (ZC)  | Alianza Huánuco (Zonal III)                                                |
| 6° (ZC)  | Mina San Vicente (Zonal III)                                               |

| Posición | Descendidos a la Torneo Zonal 1992, Segunda División 1992 y Copa Perú 1993 |
| -------- | -------------------------------------------------------------------------- |
| 2° (ZO)  | Deportivo Bancos (Zonal III)                                               |
| 3° (ZO)  | Unión Tarapoto (Zonal I)                                                   |
| 4° (ZO)  | Deportivo Comercio (C. Perú)                                               |
| 5° (ZO)  | Deportivo Hospital (C. Perú)                                               |
| 3° (ZS)  | FBC Aurora (Zonal IV)                                                      |
| 4° (ZS)  | Diablos Rojos (Zonal IV)                                                   |
| 5° (ZS)  | Alfonso Ugarte (Zonal IV)                                                  |
| 6° (ZS)  | Mariscal Nieto (Zonal IV)                                                  |
| 7° (ZS)  | Juvenil Los Ángeles (Zonal IV)                                             |
| 8° (ZS)  | Coronel Bolognesi (Zonal IV)                                               |

| Posición | Invitado del Torneo Zonal 1992 (Solo Liguilla Pre-Libertadores) |
| -------- | --------------------------------------------------------------- |
| 1°       | Ovación Sipesa                                                  |

### Tabla Resumen Ascensos y Descensos
| Temp. | Ascenso/Descenso                                                                                            | Metropolitano | Norte | Centro                                                               | Oriente                                                                           | Sur |
| ----- | --- | --- | --- | -------------------------------------------------------------------- | --------------------------------------------------------------------------------- | --- |
| 1991  | Descendidos al Torneo Zonal 1992, Segunda División 1992 y Copa Perú 1993                                    | 9° Unión Huaral 10° Internazionale 11° Deportivo AELU 12° Octavio Espinosa                                                                       | 4° PO Dep. Pacífico 5° Atlético Grau 6° Atlético Torino 7° Juan Aurich 8° Deportivo Morba 9° Deportivo Cañaña 10° Libertad | 3° Unión Huayllaspanca 4° ADT 5° Alianza Huánuco 6° Mina San Vicente | 2° Deportivo Bancos 3° Unión Tarapoto 4° Deportivo Comercio 5° Deportivo Hospital | 3° PO FBC Aurora 4° Diablos Rojos 5° Alfonso Ugarte 6° Mariscal Nieto 7° Juv. Los Ángeles 8° Coronel Bolognesi |
| 1992  | N° de equipos (16) · 8 de Metropolitano · 3 de Norte · 1 de Centro · 1 de Oriente · 2 de Sur · 1 Ganador PO | 1° Sport Boys 2° Sporting Cristal 3° Universitario 4° Alianza Lima 5° Defensor Lima 6° San Agustín 7° Deportivo Municipal 8° Hijos de Yurimaguas | 1° Alianza Atlético 2° UTC de Cajamarca 3° PO Carlos Mannucci                                                              | 1° León de Huánuco 2° PO Unión Minas                                 | 1° CNI de Iquitos                                                                 | 1° FBC Melgar 2° Cienciano                                                                                     |
| 1992  | Invitado 1 equipo del Torneo Zonal 1992                                                                     | Ninguno | 1° Ovación Sipesa (Solo Liguilla Pre-Libertadores)                                                                         | Ninguno                                                              | Ninguno                                                                           | Ninguno |

## Equipos participantes
Para ese año, se invitó a los equipos que habían quedado en las posiciones de privilegio de cada una de sus regiones en 1991, a saber:
- Los primeros ocho equipos del Torneo Metropolitano:  Universitario, Alianza Lima,Sporting Cristal, Sport Boys, Defensor Lima, Deportivo Municipal, Deportivo San Agustín y Deportivo Yurimaguas.

- Los tres primeros del Torneo Regional, Región Norte: Alianza Atlético de Sullana, Universidad Técnica de Cajamarca y Carlos A. Mannucci de Trujillo.

- Los dos primeros del Torneo Regional, Región Sur: Cienciano del Cusco y Melgar de Arequipa.

- El campeón del Torneo Regional, Región Centro: León de Huánuco.

- El campeón del Torneo Regional, Región Oriente: Colegio Nacional Iquitos.

- El ganador del Play off entre el segundo ubicado del Centro y el tercer ubicado del Sur (FBC Aurora): Unión Minas.

Los 16 equipos fueron invitados al torneo de 1992, tras el cual se traía algo más de orden al torneo peruano.
| Equipo               | Ciudad     | Estadio                 | Entrenador              |
| -------------------- | ---------- | ----------------------- | ----------------------- |
| Alianza Atlético     | Sullana    | Campeones del 36        | Vito Andrés Bártoli     |
| Alianza Lima         | Lima       | Alejandro Villanueva    | Pedro Dellacha          |
| Carlos A. Mannucci   | Trujillo   | Mansiche                | Luis Pau                |
| Cienciano            | Cusco      | Garcilaso de la Vega    | Ramón Quiroga           |
| Defensor Lima        | Lima       | Nacional de Lima        | Fernando Cuéllar Ávalos |
| Deportivo Municipal  | Lima       | Municipal de Chorrillos | Juan Eduardo Hohberg    |
| CNI                  | Iquitos    | Max Augustín            | Henry Perales           |
| León de Huánuco      | Huánuco    | Heraclio Tapia          | Diego Agurto            |
| FBC Melgar           | Arequipa   | Mariano Melgar          | César Cubilla           |
| San Agustín          | Lima       | Nacional de Lima        | Carlos Daniel Jurado    |
| Sport Boys           | Callao     | Nacional de Lima        | Eduardo Antunes Coimbra |
| Sporting Cristal     | Lima       | San Martín de Porres    | Juan Carlos Oblitas     |
| Deportivo Yurimaguas | Ventanilla | Facundo Ramírez Aguilar | Miguel Ángel Arrué      |
| Unión Minas          | Pasco      | Daniel Alcides Carrión  | Ronald Amoretti         |
| Universitario        | Lima       | Lolo Fernández          | Iván Brzić              |
| UTC                  | Cajamarca  | Héroes de San Ramón     | Roberto Chale           |

## Sistema de competición
El campeonato se llevó a cabo bajo un sistema de liga tradicional. Los 16 equipos participantes se enfrentarían a dos ruedas en partidos de ida y vuelta, totalizando 30 fechas. Se estableció que:
- El equipo que sumara mayor puntaje se consagraría campeón nacional y clasificaría a la Copa Libertadores del siguiente año.[2]
- Los equipos que se ubicaran del segundo al sexto puesto clasificarían a la Liguilla Pre-Libertadores, junto con el campeón de la Liguilla Final del Torneo Zonal.
- Los dos últimos de la tabla descenderían de categoría y sus lugares serían tomados por el campeón y subcampeón de la Liguilla Final del Torneo Zonal.

Se otorgaban 2 puntos por partido ganado, 1 punto por partido empatado y 0 puntos por partido perdido.

## Tabla de posiciones
| Pos. | Equipo                   | Pts. | PJ | PG | PE | PP | GF | GC | DG  |
| ---- | ------------------------ | ---- | -- | -- | -- | -- | -- | -- | --- |
| 1°   | Universitario            | 43   | 30 | 19 | 5  | 6  | 53 | 22 | +31 |
| 2°   | Sporting Cristal         | 40   | 30 | 15 | 10 | 5  | 47 | 29 | +18 |
| 3°   | FBC Melgar               | 37   | 30 | 14 | 9  | 7  | 48 | 28 | +20 |
| 4°   | Sport Boys               | 36   | 30 | 12 | 12 | 6  | 52 | 35 | +17 |
| 5°   | Alianza Lima             | 35   | 30 | 12 | 11 | 7  | 34 | 22 | +12 |
| 6°   | Cienciano                | 33   | 30 | 12 | 9  | 9  | 43 | 40 | +3  |
| 7°   | León de Huánuco          | 30   | 30 | 10 | 10 | 10 | 50 | 40 | +10 |
| 8°   | Unión Minas              | 30   | 30 | 10 | 10 | 10 | 41 | 44 | -3  |
| 9°   | UTC                      | 28   | 30 | 10 | 8  | 12 | 38 | 53 | -15 |
| 10°  | Deportivo Municipal      | 28   | 30 | 8  | 12 | 10 | 41 | 41 | 0   |
| 11°  | Alianza Atlético         | 28   | 30 | 10 | 8  | 12 | 35 | 51 | -16 |
| 12°  | Defensor Lima            | 26   | 30 | 7  | 12 | 11 | 38 | 46 | -8  |
| 13°  | San Agustín              | 26   | 30 | 7  | 12 | 11 | 34 | 45 | -11 |
| 14°  | Carlos Mannucci          | 25   | 30 | 6  | 13 | 11 | 26 | 31 | -5  |
| 15°  | CNI (D)                  | 24   | 30 | 7  | 10 | 13 | 31 | 58 | -27 |
| 16°  | Deportivo Yurimaguas (D) | 11   | 30 | 2  | 7  | 21 | 30 | 56 | -26 |

- Antes de Iniciar la Temporada del Torneo Descentralizado 1992, El Hijos de Yurimaguas se Cambió de Nombre a Deportivo Yurimaguas.

|  | Campeón y clasificado a la Copa Libertadores |
|  | Clasificado a la Liguilla Pre-Libertadores   |
|  | Descendido a la Copa Perú                    |
|  | Descendido a la Segunda División             |

### Resultados
| Local \ Visitante   | AAS | ALI | CAM | CIE | CNI | DEF | MUN | YUR | LEO | MEL | AGU | SBA | CRI | MIN | UTC | UNI |
| ------------------- | --- | --- | --- | --- | --- | --- | --- | --- | --- | --- | --- | --- | --- | --- | --- | --- |
| Alianza Atlético    |     | 2–1 | 0–1 | 2–0 | 4–1 | 0–0 | 3–4 | 1–0 | 2–5 | 1–1 | 3–1 | 2–1 | 2–1 | 1–1 | 0–0 | 1–0 |
| Alianza Lima        | 2–0 |     | 0–0 | 1–0 | 4–0 | 3–1 | 0–0 | 1–0 | 1–1 | 3–1 | 5–0 | 0–0 | 1–1 | 2–1 | 2–1 | 0–2 |
| Carlos A. Mannucci  | 0–0 | 0–0 |     | 1–0 | 1–1 | 1–1 | 1–1 | 2–0 | 0–0 | 2–1 | 2–0 | 2–2 | 0–3 | 2–0 | 2–0 | 0–1 |
| Cienciano           | 3–2 | 1–0 | 0–0 |     | 4–0 | 1–0 | 0–0 | 2–2 | 2–1 | 1–2 | 0–0 | 1–2 | 2–1 | 4–1 | –   | 1–1 |
| CNI                 | 1–1 | 1–0 | 1–0 | 1–4 |     | 1–3 | 2–2 | 1–0 | 1–0 | 1–1 | 1–1 | 2–3 | 2–1 | 2–0 | 5–1 | 0–2 |
| Defensor Lima       | 4–2 | 1–1 | 2–2 | 5–1 | 2–2 |     | 2–1 | 2–2 | 1–1 | 0–0 | 1–3 | 1–3 | 1–1 | 0–2 | 0–1 | 1–1 |
| Deportivo Municipal | 1–1 | 0–2 | 5–2 | 1–1 | 0–0 | 0–2 |     | 2–1 | 2–1 | 2–2 | 3–2 | 0–0 | 1–2 | 5–0 | 2–1 | 0–3 |
| Hijos de Yurimaguas | 0–2 | 0–1 | 2–2 | 0–2 | 2–2 | 0–2 | 3–3 |     | 3–3 | 1–1 | 0–1 | 3–4 | 0–1 | 3–1 | 4–1 | 1–2 |
| León de Huánuco     | 3–0 | 0–0 | 1–0 | 1–2 | 5–0 | 1–0 | 3–0 | 2–1 |     | 2–0 | 2–1 | 1–1 | 2–4 | 4–1 | 3–3 | 1–1 |
| Melgar              | 3–0 | 0–1 | 3–1 | 0–0 | 1–1 | 1–0 | 3–0 | 4–1 | 4–2 |     | 3–1 | 2–0 | 6–0 | 2–1 | 3–1 | 2–0 |
| San Agustín         | 3–0 | 1–1 | 0–0 | 1–1 | 2–2 | 1–1 | 0–0 | 2–1 | 1–0 | 3–0 |     | 0–0 | 0–2 | 2–0 | 2–2 | 1–3 |
| Sport Boys          | 2–2 | 0–0 | 1–0 | 5–2 | 2–0 | 2–3 | 0–2 | 1–0 | 3–0 | 0–0 | 2–2 |     | 1–2 | 4–1 | 8–2 | 1–1 |
| Sporting Cristal    | 3–0 | 2–2 | 1–0 | 1–1 | 2–0 | 2–1 | 0–0 | 4–1 | 0–0 | 0–0 | 3–0 | 1–1 |     | 1–1 | 2–2 | 2–1 |
| Unión Minas         | 4–1 | 4–0 | 2–2 | 2–1 | 3–0 | 1–0 | 1–0 | 3–0 | 2–1 | 2–0 | 0–0 | 1–1 | 2–1 |     | 1–1 | 1–1 |
| UTC                 | 2–0 | 1–0 | 1–0 | 2–3 | 1–0 | 4–1 | 1–0 | 1–0 | 1–4 | 2–1 | 2–1 | 2–1 | 0–1 | 1–1 |     | 0–1 |
| Universitario       | 3–0 | 1–0 | 2–0 | 4–0 | 6–0 | 3–2 | 3–1 | 1–0 | 2–0 | 0–2 | 4–1 | 0–1 | 0–2 | 2–1 | 2–0 |     |

|                          |
| Campeón Nacional         |
| Universitario 20º título |

## Liguilla Pre-Libertadores
Participaron los equipos que se ubicaron del segundo al sexto puesto del Descentralizado (Sporting Cristal, FBC Melgar, Sport Boys, Alianza Lima y Cienciano), además del campeón de la Liguilla Final del Torneo Zonal (Ovación Sipesa). 
Se jugó a partidos únicos, todos disputados en el Estadio Nacional de Lima. Al finalizar las 5 fechas, el primer puesto clasificaba a la Copa Libertadores, mientras que el segundo puesto se quedaba con el cupo a la Copa Conmebol. 
Sporting Cristal comenzó la liguilla con un punto de bonificación por quedar mejor posicionado en el Descentralizado. 

### Tabla de posiciones
| Pos. | Equipo           | Pts. | PJ | PG | PE | PP | GF | GC | DG |
| ---- | ---------------- | ---- | -- | -- | -- | -- | -- | -- | -- |
| 1°   | Sporting Cristal | 9    | 5  | 3  | 2  | 0  | 12 | 5  | +7 |
| 2°   | Ovación Sipesa   | 6    | 5  | 3  | 0  | 2  | 12 | 10 | +2 |
| 3°   | Alianza Lima     | 5    | 5  | 2  | 1  | 2  | 10 | 8  | +3 |
| 4°   | Sport Boys       | 5    | 5  | 2  | 1  | 2  | 9  | 7  | +2 |
| 5°   | FBC Melgar       | 4    | 5  | 2  | 0  | 3  | 4  | 9  | -5 |
| 6°   | Cienciano        | 2    | 5  | 1  | 0  | 4  | 6  | 15 | -9 |

|  | Clasificado a la Copa Libertadores |
|  | Clasificado a la Copa Conmebol     |

### Resultados
| Fecha 1 – 29 de noviembre | Fecha 1 – 29 de noviembre | Fecha 1 – 29 de noviembre |
|                           | Resultado                 |                           |
| ------------------------- | ------------------------- | ------------------------- |
| Sporting Cristal          | 4–0                       | Cienciano                 |
| Alianza Lima              | 1–2                       | FBC Melgar                |
| Sport Boys                | 0–2                       | Ovación Sipesa            |

| Fecha 2 – 2 de diciembre | Fecha 2 – 2 de diciembre | Fecha 2 – 2 de diciembre |
|                          | Resultado                |                          |
| ------------------------ | ------------------------ | ------------------------ |
| Sporting Cristal         | 2–2                      | Sport Boys               |
| Alianza Lima             | 4–0                      | Ovación Sipesa           |
| Cienciano                | 1–2                      | FBC Melgar               |

| Fecha 3 – 6 de diciembre | Fecha 3 – 6 de diciembre | Fecha 3 – 6 de diciembre |
|                          | Resultado                |                          |
| ------------------------ | ------------------------ | ------------------------ |
| Sporting Cristal         | 3–1                      | Ovación Sipesa           |
| Sport Boys               | 2–0                      | FBC Melgar               |
| Alianza Lima             | 0–2                      | Cienciano                |

| Fecha 4 – 9 de diciembre | Fecha 4 – 9 de diciembre | Fecha 4 – 9 de diciembre |
|                          | Resultado                |                          |
| ------------------------ | ------------------------ | ------------------------ |
| Sporting Cristal         | 2–2                      | Alianza Lima             |
| Sport Boys               | 3–0                      | Cienciano                |
| FBC Melgar               | 0–4                      | Ovación Sipesa           |

| Fecha 5 – 13 de diciembre | Fecha 5 – 13 de diciembre | Fecha 5 – 13 de diciembre |
|                           | Resultado                 |                           |
| ------------------------- | ------------------------- | ------------------------- |
| Sporting Cristal          | 1–0                       | FBC Melgar                |
| Alianza Lima              | 3–2                       | Sport Boys                |
| Cienciano                 | 3–5                       | Ovación Sipesa            |

## Estadísticas

### Máximos goleadores
Lista con los máximos goleadores de la competencia.
| Jugador                                | Equipo                    | Goles |
| -------------------------------------- | ------------------------- | ----- |
| Marquinho                              | Sport Boys                | 18    |
| Néstor Mordini                         | Cienciano                 | 17    |
| Alberto Ramírez                        | Deportivo Sipesa          | 15    |
| Ramón Anchisi                          | León de Huánuco           | 14    |
| Alfredo Saavedra                       | Deportivo Municipal       | 12    |
| Ronald Baroni                          | Universitario de Deportes | 11    |
| Jorge Tapia                            | F. B. C. Melgar           | 11    |
| Óscar Calvo                            | CNI                       | 10    |
| Miguel Cabanillas                      | Unión Minas               | 10    |
| Oswaldo Araujo                         | F. B. C. Melgar           | 10    |
| Julinho                                | Defensor Lima             | 9     |
| Horacio Baldessari                     | Sporting Cristal          | 9     |
| Roberto Martínez                       | Universitario de Deportes | 8     |
| Sergio Bufarini                        | León de Huánuco           | 8     |
| Marco Valencia                         | Alianza Lima              | 8     |
| Juan Carlos Letelier                   | Universitario de Deportes | 8     |
| Moreno                                 | Sport Boys                | 8     |
| Fidel Suárez                           | Sporting Cristal          | 8     |
| Andrés Gonzales                        | Universitario de Deportes | 8     |
| Freddy Hidalgo                         | Deportivo Yurimaguas      | 8     |
| Actualizado el 22 de noviembre de 2019 |                           |       |

## Curiosidades
- Carlos A. Mannucci y CNI llegaron igualados a la última fecha con 24 puntos; mientras que Mannucci definía contra Defensor Lima de local, CNI tuvo que subir a la altura de Huánuco para jugar contra el León de Huánuco. Con la goleada 5-0 en contra del CNI, Mannucci con el empate 1-1 consiguió salvarse del descenso.

- Ovación Sipesa clasificó para un torneo internacional (Copa Conmebol 1993) sin haber siquiera jugado una temporada completa en primera división (sólo la Liguilla Final 1992).

- La máxima goleada del torneo fue en la fecha 28, donde Sport Boys recibía al UTC. El marcador final fue 8-2 para los locales.

- La fecha con menor cantidad de goles fue la número 12, donde hubo cinco empates 0-0 y dos triunfos por 1-0.

- Como dato anecdótico, en la fecha 26 se dio uno de los resultados más recordados de este certamen: Melgar vencía en Arequipa por 6-0 a Sporting Cristal, con gran actuación de su delantero Freddy Torrealva.

- Este año comenzaba la racha del Unión Minas de no perder en su casa, Cerro de Pasco, durante más de un año.

## Televisión
Las transmisiones de todos los partidos fueron adjudicadas por Canal 13 y Andina de Televisión, con emisiones en vivo y vía satélite, aunque aún de forma intermitente, mientras que las transmisiones de algunos partidos también fueron adjudicadas por Frecuencia Latina y América Televisión con emisiones en vivo y vía satélite.